# Blackstar Amplification
Pour les articles homonymes, voir Black Star.
Blackstar Amplification est une marque d'amplificateurs et d'effets qui a été créée par quatre anglais ayant travaillé pour Marshall. Si les quatre fondateurs ont commencé à travailler ensemble en 2004, c'est en 2007 que leur premier produit est lancé officiellement au Frankfurt Musik Messe. L'entreprise est basée à Northampton mais la fabrication en elle-même est réalisée en Corée.

## Amplificateur pour guitare électrique
Il existe plusieurs séries d'amplificateurs :
- HT-1 : le modèle HT-1R ayant remporté en 2011 le MIPA dans la catégorie ampli combo[2]
- HT-5 : le modèle HT-5R ayant été nommé en 2012 pour le MIPA dans la catégorie ampli combo[3]
- HT Metal
- HT Venue
- ID
- One
- Artisan
- Séries limitées (déclinaison en couleurs blanche de certains modèles)
- Série signature (pour Gus G.)[4]

## Pédales d'effets
Il existe à ce jour 2 séries de modèles de pédales :
- La série LT, qui sont des pédales compactes à transistor :
  - LT Boost : pédale boost
  - LT Drive : pédale overdrive
  - LT Dist : pédale distorsion
  - LT Dual : pédale distorsion
  - LT Metal : pédale distorsion typée "métal"
- La série HT se basant sur un système de lampe 12AX7, alimenté par un circuit à haute tension de 300 volts :
  - HT-Boost : pédale boost à lampe
  - HT-Drive : pédale overdrive à lampe
  - HT-Dist : pédale distorsion à lampe
  - HT-DistX : pédale ultra high gain à lampe
  - HT-Dual : pédale distorsion 2 canaux à lampe
  - HT-Metal : pédale distorsion typée "métal" à lampe
  - HT-Delay : pédale de loop/delay à lampe
  - HT-Modulation : pédale de modulation à lampe
  - HT-Reverb : pédale de reverb à lampe